# Stutzen (Kleidung)

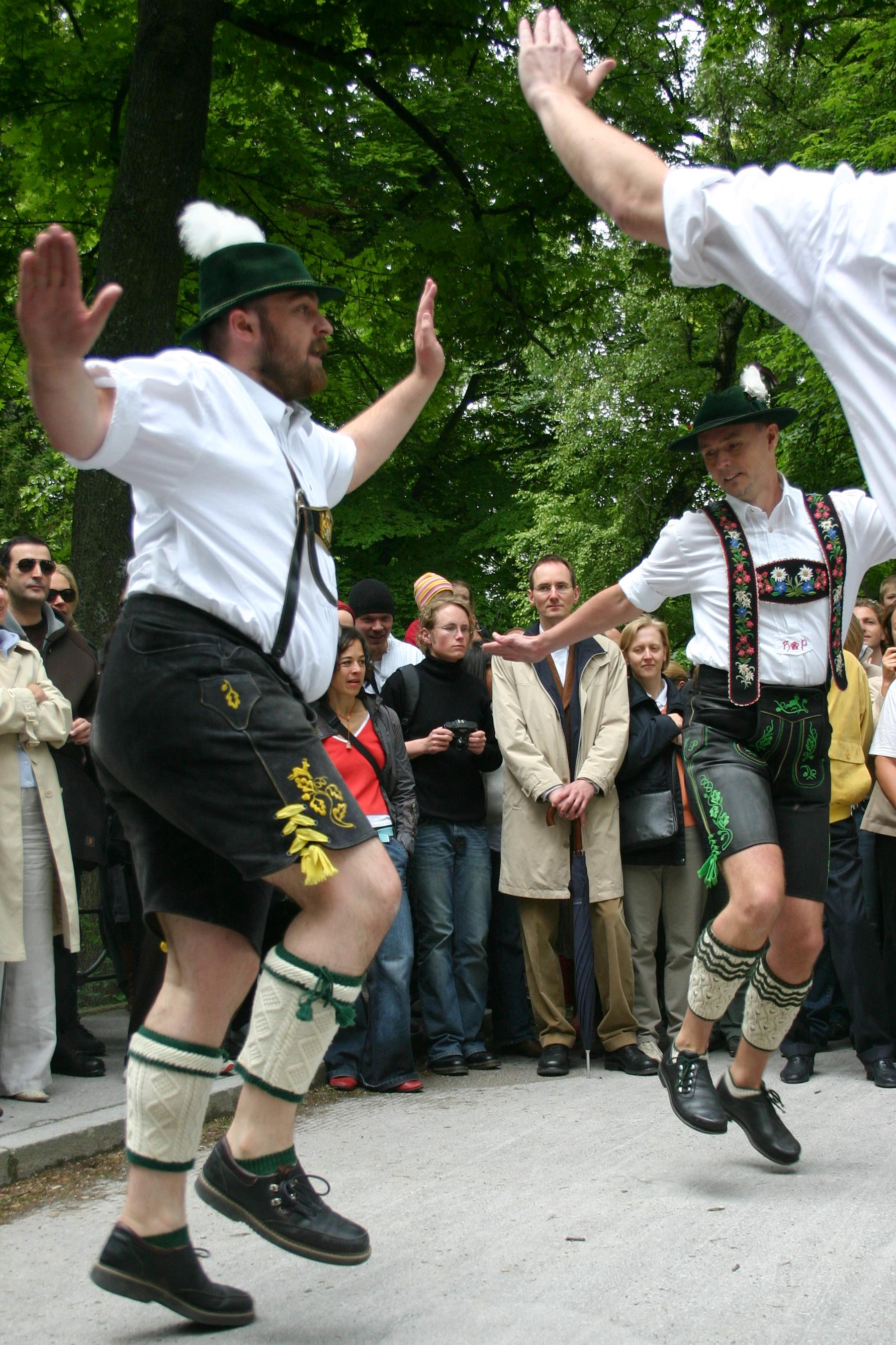
Schuhplattler mit kurzen Trachtenstutzen; Die Stutzen können bei längeren Exemplaren aber auch bis zu den Knöcheln reichen.

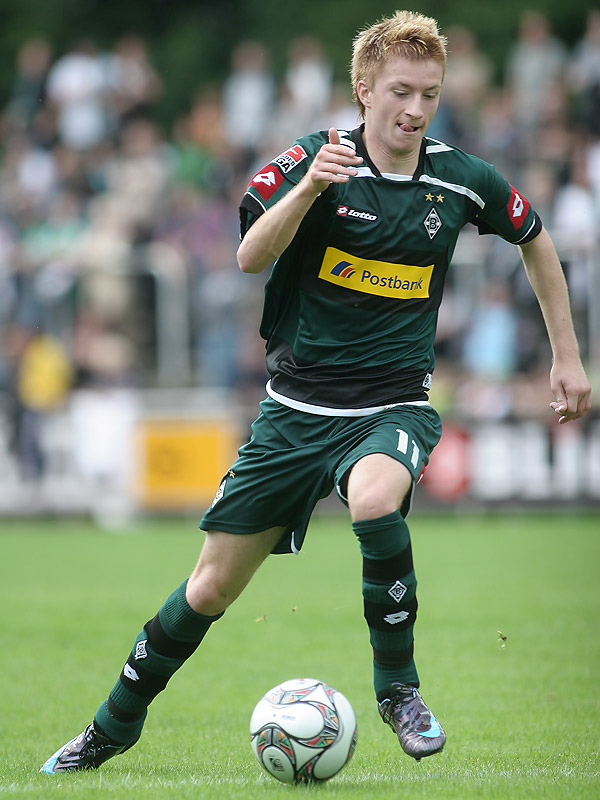
Fußballer (Marco Reus) mit Stutzen

Als Stutzen oder auch Wadenstrumpf werden spezielle Arten von Strümpfen bezeichnet.

## Stutzen bei Trachten
Stutzen werden u. a. in der Volkstracht traditionell separat von Füßlingen oder Socken getragen und im bairischen Loferl oder Loiferl genannt. Loferl haben ihren Ursprung in der Zeit, als die Landbevölkerung überwiegend noch barfuß ging, und dienten als Kälteschutz oder zum Verdecken von zu viel nackter Haut zum Beispiel beim Kirchgang. Die Trennung von Fußteil und Beinteil rührt auch daher, dass sich der gestrickte Fußteil beim Tragen stärker abnutzt als der gestrickte Beinteil. War der Fußteil trotz mehrfachen Stopfens nicht mehr zu gebrauchen, blieb der Beinteil weiter in Verwendung und wurde durch neue Füßlinge ergänzt. Üblicherweise werden Loferl mit oder ohne Füßlinge zur kurzen Lederhose getragen.

## Stutzen im Sport
Außerhalb der Tracht werden Stutzen heute meist im Sport, vor allem beim Fußball und Hockey, getragen, wo sie oft zur festen Grundausrüstung eines Spielers gehören. Sie bedecken das Bein des Sportlers bis hoch zum Oberschenkel und werden über evtl. vorhandene Schienbeinschützer gezogen.
Es gibt dabei zwei Varianten von Stutzen, die Stegstutzen und die Stutzenstrümpfe.

### Stegstutzen
Stutzen im engeren Sinne (zur genauen Unterscheidung oft auch als „Stegstutzen“ bezeichnet) haben nur einen Riemen, der das Hochrutschen verhindert. Diese Art von Stutzen wird zusätzlich zu normalen Strümpfen (Socken) getragen.

### Stutzenstrümpfe
Stutzenstrümpfe (oft ebenfalls nur als Stutzen oder alternativ auch als Fußballsocken bzw. Fußballstrümpfe bezeichnet) besitzen im Unterschied zu den Stegstutzen hingegen auch Füßlinge und werden deshalb ohne zusätzliche Socken getragen.
Gerade Stutzenstrümpfe sind in gewisser Weise mit Kniestrümpfen vergleichbar – dennoch weisen sie verschiedene deutliche Unterschiede zu ihnen auf:
Stutzen/Stutzenstrümpfe bestehen heute im Sport im Wesentlichen aus Kunstfasern, insbesondere Polyester, Polyacryl und/oder Polyamid (Nylon) sowie Elasthan. Teilweise wird auch Baumwolle als Material verwendet, meistens aber nur noch als Beimischung zu den zuvor genannten Bestandteilen. Durch die Verwendung von Kunstfasern können Stutzen/Stutzenstrümpfe über eine besonders gute Passform verfügen und sich dem jeweiligen Bein des Sportlers optimal anpassen. Zudem ist die Gefahr des Herunterrutschens am Bein geringer.
Durch die in der Regel höhere Dehnbarkeit im Vergleich zu normalen Strümpfen werden Stutzenstrümpfe meist in gröberen Größeneinteilungen verkauft – also z. B. Größe 39–42 und 43–46.
Ein erwähnenswertes Kuriosum ist, dass Nylon in der Bekleidungsindustrie insbesondere als Material für Damenstrümpfe und Strumpfhosen bekannt ist. Der Nylon-Anteil liegt bei diesen Produkten oft unter 90 %, während Stutzenstrümpfe je nach Hersteller und Modell fast vollständig aus Nylon bestehen können.
Viele Stutzen/Stutzenstrümpfe besitzen am oberen Ende einen breiten Bund, der am Knie umgeschlagen werden kann und so den Stutzen zusätzlich am Bein fixiert.

### Besondere Regeln
Beim Fußball müssen die Stutzen die Schienbeinschoner komplett bedecken. Werden sie überklebt, muss das Klebeband die Farbe besitzen wie der Teil der Stutzen, den es überklebt.
Beim Hockey dürfen die Stutzen genauso wie die Sportschuhe im internationalen Spielverkehr nicht weiß sein, damit die Schiedsrichter den Hockeyball besser erkennen können.